# Орчик (річка)
О́рчик — річка в Україні, в межах Богодухівського і Берестинського районів Харківської області та Полтавського району Полтавської області. Права притока Орелі (басейн Дніпра).

## Опис
Довжина річки 108 км, площа водозбірного басейну 1 460 км². Долина трапецієподібна, асиметрична, завширшки 3—4 км. Заплава двобічна, завширшки 0,3—0,6 км. Річище звивисте, завширшки 10—20 м (у пониззі). Похил річки 0,6 м/км. Споруджено ставки і невеликі водосховища.

## Розташування
Орчик бере початок на північний схід від села Водяна Балка. Тече переважно на південний захід, у пониззі — на південь. Впадає до Орелі на захід від південної околиці села Малий Орчик.

## Притоки
- Яр Боєричний - витік річки у Валківській громаді. Бере початок у селі Корнієнкове

### Праві
- Балка Орчик[1] (Морозів Яр)[2] - притока у Валківській громаді, бере початок у селі Вільхівчик, тече переважно на південний схід і впадає в Орчик напроти села Бурякове.
- Балка Розсоховата[1] - притока у Валківській громаді, тече з північного заходу на південний схід, впадає в Орчик на північній околиці села Михайлівка.
- Балка Довгий Яр - притока у Валківській громаді, бере початок у селі Серпневе, тече переважно на південний схід і впадає в Орчик на західній околоці села Мельникове.[3]
  - Балка Оркова - ліва притока балки Довгий Яр[1]
- Балка Куряча - притока у Валківській громаді, бере початок на півдні від села Серпневе, тече на південний схід і впадає в Орчик південніше села Скельки[1]
  - Балка Липова - права притока балки Курячої, бере початок на півдні села Конвалії, тече переважно на схід[1]
- Балка Грякова - притока у Чутівській громаді,тече з півночі на південь, впадає в Орчик у селі Нове Грякове.
- Без назви - притока у Чутівській та Мартинівській громадах. Бере початок на північно-західній стороні від села Грякове. Тече переважно на південний захід понад селом Левенцівка і впадає в Орчик на південно-західній околиці села Білухівка.

### Ліві
- Балка Чайковка - притока у Валківській громаді, бере початок у селі Минківка, тече переважно на південний захід і впадає в Орчик на околиці села Бурякове. Вздовж берегової лінії села Рудий Байрак і Яхременки.[1]
  - Балка Куца - ліва притока балки Чайковка, впадає у селі Яхременки[1]

- Балка Собакарева - притока у Валківській громаді, впадає в Орчик північніше села Михайлівка. У ХІХ ст. у балці існував хутір Собакарів.[1]

- Балка Крутий Яр - притока у Валківській громаді, впадає в Орчик напроти села Михайлівка.[1]

- Грушева

- Вишнева - річка (балка) у Старовірівській сільській та Валківській міській громадах. Бере початок у селі Ляшівка, тече перевжно на захід через село Різдвяне і впадає в орчик у селі Вишневе[4][3]

- Суха балка
- Комишоваха

- Балка Тернова - притока у Красноградській міській громаді, бере початок на півночі від села Хрестище, тече на північний захід і впадає в Орчик на сході від села Нове Грякове.[3]

- Балка Вовча

- Вільховатка - річка (балка) у Красноградській міській та Чутівській селищній громадах. Бере початок у селі Хрестище, тече спочатку на захід понад селом Мирне потім на північний захід понад селом Знаменка і впадає в Орчик у селі Вільхуватка. Приблизна довжина - 18 км. [5]

- Балка Баба - балка у Мартинівській громаді, впадає в Орчик південніше села Білухівка[6]

- Балка Попадя - притока у Мартинівській сільській громаді, бере початок у селі Мартинівка, тече спочатку на південний захід потім на захід і впадає в Орчик на південній околиці села Варварівка.[6]

- Балка Тишенківка

- Балка Бузова - притока у Карлівській міській громаді, тече зі сходу на захід, впадає в Орчик у селі Попівка[7]

- Балка Кабачиха - притока у Карлівській міській громаді, тече зі сходу на захід, впадає в Орчик у селі Попівка.[7]

- Ланна

- Кума - річка (балка) у Ланнівській селищній громаді. Починається на сході від села Куми, тече переважно на захід. протікає між селом Куми і селищем Ланна і впадає В орчик між селами Федорівка та Климівка[8][7]
  - Балка Барильчиха - ліва притока балки Кума, починається на півночі від села Львівське, тече на північний захід і впадає у балку Кума на заході від села Куми.[7]

- Педашка - річка (балка) у Зачепилівській селищній і частково Ланнівській громадах. Бере початок у селі Перемога, тече переважно на південний захід через колишні села Педашка і Педашка Перша, село Устимівка і впадає в Орчик на північно-східній околиці села Рунівщина[9]

- Скотобалка

## Використання
Води Орчика використовуються на зрошення, технічне водопостачання.

## Населені пункти
У Полтавській області над річкою розташоване місто Карлівка, села: Білухівка, Варварівка, Попівка, Федорівка Карлівського району та села Вільхуватка і Грякове Чутівського району.